# Holos
Holos (in ucraino Голос?; lett. "Voce") è un partito politico ucraino fondato nel 2019 dal cantante e musicista Svjatoslav Vakarčuk.

## Storia
Il partito venne presentato al pubblico il 16 maggio 2019 a Kiev e fu annunciato che avrebbe partecipato alle imminenti elezioni parlamentari ucraine del luglio 2019. Legalmente, Holos era successore del partito "Piattaforma di iniziative", fondato nel 2015 per partecipare alle elezioni locali ucraine di quell'anno. La fondazione del partito segnò la seconda avventura politica di Vakarčuk: in precedenza era stato deputato per quasi un anno dopo essere stato eletto alle elezioni parlamentari ucraine del 2007.
Nelle elezioni parlamentari del 2019, Voice ha ottenuto il 5,82% dei voti, 17 parlamentari eletti a livello nazionale e tre parlamentari eletti in un collegio elettorale.
L'11 marzo 2020 Vakarčuk si dimise dalla guida del partito, ed al suo posto venne scelta Kira Rudyk. Vakarčuk ha lasciato il parlamento nel giugno 2020, affermando che la sua "missione" (portare in parlamento nuove persone e una nuova politica) era completata.
Nel giugno 2021, metà parlamentari del partito (10 su 20) annunciarono che avrebbero creato un'associazione denominata "Giustizia" (in ucraino: Справедливість; Spravedlyvist') ed espressero la loro mancanza di fiducia nel capo del gruppo parlamentare Jaroslav Železnjak. Inoltre, tre dei rami regionali del partito chiesero al leader del partito Kira Rudyk di dimettersi e di tenere un congresso per selezionare un nuovo leader. La scissione venne infine innescata dalla decisione di cinque parlamentari del partito (tra cui Rudyik e Železnjak) di votare a favore dell'iniziativa del governo di ritardare l'introduzione delle quote di lingua ucraina per l'industria cinematografica del paese; i parlamentari dissenzienti lo definirono un "tradimento" e un "voto per la russificazione".
Al congresso del partito del 29 luglio 2021 venne deciso di espellere sette parlamentari del partito. Cinque dei parlamentari espulsi avevano già espresso la propria intenzione di lasciare il partito. I membri espulsi in particolare erano insoddisfatti del "consolidamento del controllo di Kira Rudyk sul partito". Tuttavia al congresso l'86% dei delegati confermarono la propria fiducia nella Rudik come leader del partito.

## Controversie
Il 2 febbraio 2022, la leader del partito Kira Rudyk ha dichiarato che è stato avviato un procedimento penale contro il partito in merito alle sue attività economiche. Nei commenti sul sito ufficiale del partito, Rudik ha affermato che il caso era motivato politicamente, poiché l'Ufficio investigativo statale ucraino "tenta sistematicamente di mettere la museruola a coloro che criticano il governo ignorando i casi che coinvolgono gli amici di 'Ze".

## Risultati elettorali
| Elezione          | Voti    | %    | Seggi    |
| ----------------- | ------- | ---- | -------- |
| Parlamentari 2019 | 849.085 | 5,82 | 20 / 450 |